# Jordy Clasie
Jordy Clasie (* 27. Juni 1991 in Haarlem) ist ein niederländischer Fußballspieler, der beim AZ Alkmaar unter Vertrag steht. Seine bevorzugte Position ist das zentrale Mittelfeld.

## Karriere
Clasie spielte in der Jugend für den HFC EDO ('Eendracht Doet Overwinnen') und Feyenoord Rotterdam. Für die Saison 2010/11 wurde er an Excelsior Rotterdam verliehen, wo er am 15. August 2010, bei einem 3:2-Sieg gegen seinen Stammverein Feyenoord, in der Eredivisie debütierte. Im Sommer 2011 kehrte er zu Feyenoord zurück.
Zur Saison 2015/16 wechselte Clasie zum FC Southampton in die englische Premier League. Im August 2017 wurde Clasie für eine Saison an den FC Brügge verliehen. In der folgenden Spielzeit wurde er an seinen ehemaligen Verein Feyenoord Rotterdam ausgeliehen. Im Sommer 2019 verpflichtete ihn der AZ Alkmaar dann fest.